# Britische Unterhauswahl Dezember 1910
- Labour: 42
- Liberals: 272
- IPP: 74
- Sonst.: 11
- Cons.: 271

Die britische Unterhauswahl im Dezember 1910 fand vom 3. bis 19. Dezember 1910 statt, um die Abgeordneten für das Unterhaus (House of Commons) neu zu bestimmen. Es war die letzte britische Wahl vor Ausbruch des Ersten Weltkriegs.

## Hintergrund
Die Unterhaus-Wahl im Januar 1910 führte zu einem hung parliament mit einem Patt zwischen der Konservativen Partei und der Liberalen Partei. Herbert Henry Asquith, der Vorsitzende der Liberalen bildete daraufhin mit Unterstützung der Irish Parliamentary Party eine Regierung. Die Blockade des Haushalts durch das Oberhaus, die Auslöser für die Wahl im Januar war, konnte nicht überwunden werden und so bat Asquith König Georg V. im November 1910 um Auflösung des Unterhauses und Neuwahlen im Dezember.

## Wahlsystem und Parteien
Gewählt wurde nach dem Mehrheitswahl-System, eine Sperrklausel gab es nicht. Verglichen mit der Wahl im Januar traten keine neuen Parteien an, George Nicoll Barnes hatte im Februar Arthur Henderson als Vorsitzenden der Labour Party abgelöst.

## Ausgang der Wahl
Die Mehrheitsverhältnisse wurden durch die Wahl im Vergleich zum Januar nur minimal verschoben; Asquith blieb Premierminister. Der Konflikt zwischen Ober- und Unterhaus wurde im August 1911 durch den Parliament Act zugunsten des Unterhauses entschärft.

## Wahlergebnis

Wahlkreisgewinner bei der Wahl. Die meisten Wahlkreise waren Ein-Personenwahlkreise, in einigen wurden jedoch zwei Kandidaten gewählt. Dies ist durch hellere/dunklere Farben bzw. Schraffuren (bei Kandidaten von zwei unterschiedlichen Parteien) deutlich gemacht:
--------

1. 1 2  Die Liberalen Unionisten schlossen sich im Unterhaus der konservativen Fraktion an. Ihre Zahl wird in verschiedenen Quellen unterschiedlich angegeben.

| Partei  | Partei                                     | Stimmen   | Stimmen | Stimmen | Sitze  | Sitze |
| Partei  | Partei                                     | Anzahl    | %       | +/−     | Anzahl | +/−   |
| ------- | ------------------------------------------ | --------- | ------- | ------- | ------ | ----- |
|         | Conservative Party und Liberale Unionisten | 2.270.753 | 46,6    | −0,2    | 271    | −1    |
|         | Liberal Party                              | 2.157.256 | 43,2    | −0,3    | 272    | −2    |
|         | Labour Party                               | 309.963   | 6,3     | −0,7    | 42     | +2    |
|         | Irish Parliamentary Party                  | 90.416    | 1,9     | +0,7    | 74     | +3    |
|         | All-for-Ireland League                     | 30.322    | 0,6     | +0,2    | 8      | ±0    |
|         | Social Democratic Federation               | 5.733     | 0,1     | −0,1    | 0      | ±0    |
|         | Unabhängige Konservative                   | 4.647     | 0,1     | +0,1    | 1      | +1    |
|         | Unabhängige Labour                         | 3.492     | 0,1     | −0,1    | 0      | ±0    |
|         | Unabhängige Liberale                       | 1.946     | 0,0     | −0,1    | 0      | −1    |
|         | Scottish Prohibition Party                 | 913       | 0,0     | ±0,0    | 0      | ±0    |
|         | Unabhängige Nationalisten                  | 911       | 0,0     | −0,3    | 2      | −1    |
|         | Unabhängige                                | 57        | 0,0     |         | 0      |       |
|         | Gesamt                                     | 7.709.981 | 100,0   |         | 670    |       |
| Quelle: |                                            |           |         |         |        |       |